# アンビシャス・ラバーズ
アンビシャス・ラバーズ（Ambitious Lovers）は、1980年代半ばから1990年代初頭に活動した、ギタリストでシンガーのアート・リンゼイとキーボード担当のピーター・シェラー（元アイランド）で構成されたダンス・ポップ・グループ。彼らの音楽はブラジル音楽とファンクから要素を取り入れていた。3枚のアルバムは批評家からの強い評価にもかかわらず、主流の音楽リスナーにはほとんどアピールしなかった。

## 経歴
アート・リンゼイは、かつてニューヨークの騒々しいノー・ウェイヴ・シーンでも独特のグループだったDNAで活動していた。アンビシャス・ラバーズは、しかしながら、リンゼイが彼の音楽における粗削りなクオリティを落とすことで（独特な「訓練されていないギターで切り刻むような演奏」とは別に）、標準的なポップ・ミュージック要素の存在を増やしていった。注目すべきはブラジル音楽とファンクから強い影響を受けたことであり、リンゼイはポルトガル語で歌うこともあった。
『エンビィ』（1984年）は七つの大罪に触発された一連のアルバムの最初のものであったが、続きは『グリード』(1988年)、『ラスト』(1991年)と、合計3作品までを発表したところで、アンビシャス・ラバーズは解散した。
彼らのアルバムのほとんどで、著名なニューヨークのミュージシャンが演奏した。それは、ギタリストのマーク・リボー、ヴァーノン・リード、ビル・フリゼール、ブラジル音楽の伝説であるカエターノ・ヴェローゾ、パーカッショニストのナナ・ヴァスコンセロス、ジョーイ・バロン、ベーシストのメルヴィン・ギブス、そしてナイル・ロジャースなどを含んでいる。
彼らの残したものは、ワールド・ミュージックの近代化とグローバリゼーションを単一のブランドで促進するのに役立ち、ノンサッチ・レコードやLuaka Bopといったレコード・レーベルで録音して以来、多くのパフォーマーのキャリアを進めてきた。
1990年の映画『蘭の女』には、彼らの曲「It Only Has to Happen Once」がフィーチャーされた。

## ディスコグラフィ

### スタジオ・アルバム
- 『エンビィ』 - Envy (1984年) ※旧邦題『エンヴィー』
- 『グリード』 - Greed (1988年)
- 『ラスト』 - Lust (1991年)